# Ghislaine Barnay
Ghislaine Barnay épouse Bambuck (née le 8 octobre 1945 à Fort-de-France) est une athlète française, spécialiste du saut en hauteur. 

## Palmarès
Elle obtient 15 sélections en Équipe de France A. Aux Championnats de France d'athlétisme, elle est triple vainqueure du concours du saut en hauteur en 1967, 1968 et 1969. Elle améliore à cinq reprises le record de France du saut en hauteur, le portant à 1,73 m, 1,74 m, 1,75 m et 1,76 m en 1968, puis à 1,80 m en 1969. Elle participe aux Jeux olympiques de 1968 à Mexico, et se classe neuvième de la finale avec un saut à 1,71 m.
Son genou lui rendant le saut pénible, elle s'essaie par la suite sur le 400 mètres : elle termine quatrième du championnat de France 1972 disputé à Colombes dans le temps de 54 secondes 5 dixièmes, course remportée par Nicole Duclos, devant Colette Besson et Bernadette Martin. Elle se rend aux Jeux olympiques de 1972 à Munich, mais n'est que remplaçante du relais 4 × 400 mètres.
Elle est reçue majore au concours d'enseignante à l'Institut national du sport.
Elle épouse le sprinteur guadeloupéen Roger Bambuck le 20 juillet 1974 en Martinique. Leur fille Aurélie Bambuck leur rend hommage en 2020 dans un documentaire Barnay-Bambuck, athlètes engagés. 

### Records
| Épreuve         | Performance | Lieu  | Date |
| --------------- | ----------- | ----- | ---- |
| Saut en hauteur | 1,80 m      | Paris | 1969 |

## Hommage
En février 2021, à l'occasion du Black History Month, Ghislaine Barnay et Roger Bambuck ont reçu le prix Mémoires partagées de la part de l'association Mémoires et Partages, dirigée par Karfa Diallo. La cérémonie s'est tenue à l’Hôtel de ville de Bordeaux, en présence du maire Pierre Hurmic, et le prix a été remis à leur fille Aurélie Bambuck, pour rendre hommage « à deux athlètes engagés contre le racisme ».